# 冯克嘉
冯克嘉（1923年—2007年），男，内蒙古呼和浩特人，中国天文学家、天文教育家，曾任北京师范大学天文系系主任，中国天文学会常务理事。